# Брайдотти, Рози
Рози Брайдотти (итал. Rosi Braidotti; род. 28 сентября 1954, Латизана, Фриули-Венеция-Джулия) — философ и теоретик феминизма. Родилась в Италии, обучалась в университетах Франции и Австралии, работает в Нидерландах. Её теоретические работы повлияли на становление постгуманизма.

## Биография

### Карьера
Брайдотти, имеющая итальянское и австралийское гражданство, родилась в Италии, а в 16 лет переехала в Австралию, где в 1977 году получила диплом Австралийского национального университета в Канберре и была удостоена университетской медали по философии и университетской премии Тиллиарда.
В 1981 году Брайдотти защитила докторскую диссертацию в Сорбонне и получила степень. С 1988 года она преподает в Утрехтском университете, где была назначена профессором-основателем кафедры женских исследований. В 1995 году она стала директором Нидерландской исследовательской школы женских исследований, которую занимала до 2005 года.
Брайдотти является пионером в области европейских женских исследований: она основала межуниверситетскую сеть SOCRATES NOISE и тематическую сеть женских исследований ATHENA, которой руководила до 2005 года. В 2005—2006 годах она была приглашённым профессором Leverhulme Trust в Биркбекском колледже, в 2002—2003 годах — профессором Jean Monnet в Институте Европейского университета во Флоренции, а в 1994 году — научным сотрудником школы социальных наук в Институте перспективных исследований в Принстоне. Она является одним из основателей Европейского консорциума гуманитарных институтов и центров (ECHIC) в 2008 году; в 2010 году была избрана членом правления Консорциума гуманитарных центров и институтов (CHCI), а в 2014 году — членом Научного совета Национального совета по научным исследованиям во Франции.
Является частым автором статей феминистских журналов.

### Четыре публикации о субъективности
Публикации Брайдотти последовательно занимают место в континентальной философии, на пересечении с социальной и политической теорией, культурной политикой, гендерной, феминистской теорией и исследованиями этничности. Основу ее междисциплинарной работы составляют четыре взаимосвязанные монографии, посвященные конституированию современной субъективности, с особым акцентом на концепцию различия в истории европейской философии и политической теории. Философский проект Брайдотти исследует, как позитивно мыслить различие, что означает выход за пределы диалектики, которая одновременно противопоставляет его и тем самым связывает через отрицание с понятием одинаковости.
Об этом свидетельствует философская программа, сформулированная в ее первой книге «Patterns of Dissonance: An Essay on Women in Contemporary French Philosophy» (1991), которая получает дальнейшее развитие в последующей трилогии. В следующей книге, «Nomadic Subjects: Embodiment and Difference in Contemporary Feminist Theory» (1994), вопрос формулируется более конкретно: могут ли гендерные, этнические, культурные или европейские различия быть понятны вне иерархии и бинарной оппозиции? В третьем томе «Metamorphoses: Towards a Materialist Theory of Becoming» (2002), анализируются не только гендерные различия, но и более категориальные бинарные различия между «собой» и «другим», европейцем и иностранцем, человеком и нечеловеком (non-human, в значении животных, окружающей среды и/или технологиями). Именно эту работу можно считать отправной точкой в формировании постгуманизма.
Этическое измерение работы Брайдотти о различиях выходит на первый план в последнем томе под названием «Transpositions: On Nomadic Ethics» (2006). Здесь она рассматривает различные этические подходы, которые можно выработать, принимая различие и разнообразие в качестве основной точки отсчета, и приходит к выводу, что многое можно получить, если отбросить веру в то, что политическое участие, моральное сопереживание и социальная сплоченность могут быть созданы только на основе понятия признания одинаковости.
Брайдотти отстаивает альтернативный взгляд на субъективность, этику и освобождение, противопоставляет свой взгляд постмодернистскому риску культурного релятивизма и одновременно противостоит догматам либерального индивидуализма. На протяжении всей своей работы Брайдотти утверждает и демонстрирует важность сочетания теоретических проблем с серьезным стремлением к созданию социально и политически значимых научных работ, способных изменить мир к лучшему. Её работы переведены в общей сложности на 19 языков, но на русском языке широко известна лишь книга «Постчеловек», переведённая в 2021 году.

### Постчеловек
Брайдотти развивает дискурс о взаимодействии человека с нечеловеками. Поскольку традиционное различие между человеком и другими людьми размывается, обнажая ненатуралистическую структуру человека, «Постчеловек» начинается с исследования того, в какой степени постгуманистическое движение вытесняет традиционное гуманистическое единство субъекта. Не воспринимая эту ситуацию как потерю когнитивного и морального самообладания, Брайдотти утверждает, что постчеловек помогает нам разобраться в нашей гибкой и множественной идентичности.
Философ описывает новые формы космополитического неогуманизма, возникающие в спектре постколониальных и расовых исследований, а также гендерного анализа и экологизма. Задача постчеловеческого состояния состоит в том, чтобы использовать возможности для новых социальных связей и создания сообществ, стремясь при этом к устойчивости и расширению прав и возможностей.

### На русском
- Брайдотти, Р. Постчеловек. — Москва: Издательство Института Гайдара. Перевод Дианы Хамис (2021) ISBN 978-5-93255-619-1